# Guillermo el inglés

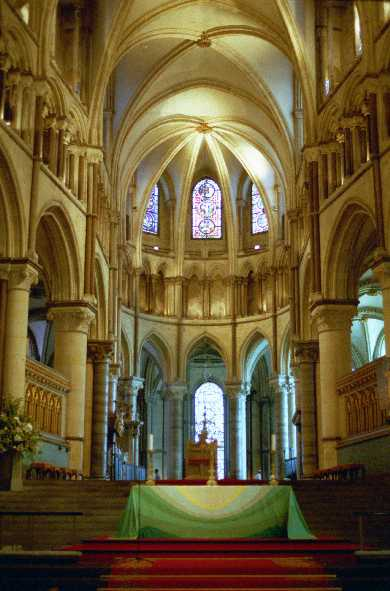
La parte este de la catedral de Canterbury, obra de Guillermo el inglés.

Guillermo el inglés (William the Englishman) fue un cantero y arquitecto del Gótico inglés, activo desde al menos 1174 y cuya muerte tuvo lugar hacia 1214. Sucedió en la obra de la catedral de Canterbury a Guillermo de Sens, que había sufrido una caída de la que no pudo recuperarse.
Está entre los grandes arquitectos conmemorados en el Albert Memorial de Londres.